# 古老者
古老者（英語：The Elder Things），也被称之为远古种族，是克苏鲁神话中虚构的外星人。首次于霍华德·菲利普斯·洛夫克拉夫特所著的中篇小说《瘋狂山脈》（写于1931年，1936年出版）中出现。